# Pierre Duprat
Pierre Duprat, (* 26. listopadu 1989 v Agenu, Francie) je francouzský zápasník–judista.

## Sportovní kariéra
S judem začínal v 7 letech v Néracu pod vedením Daniela Benoît. V roce 2009 si ho trenéři stáhli do Paříže, kde se připravoval ve vrcholovém sportovního centru INSEP. Od roku 2011 je členem užšího výběru francouzské reprezentace a připravuje v populárním klubu v Levallois. V roce 2012 se kvalifikoval na olympijské hry v Londýně v pololehké váze, ale v nominaci dostal přednosti David Larose. Od roku 2013 přešel do lehké váhy, kde byl až do zranění Uga Legranda na začátku roku 2015 reprezentační dvojkou. Potom co Legrand koncem roku 2015 ukončil předčasně vrcholovou sportovní kariéru se mu otevřela cesta k účasti na olympijské hry v Riu. Na olympijských hrách v Riu musel jako jeden ze šesti judistů zápasit v prvním kole. Jeho soupeřem byl nevyzpytatelný Korejec Hong Kuk-hjon a ještě minutu před koncem byl v nevýhodě jednoho šida. Severokorejci však viditelně došly a na jeho pasivitu šel zápas do prodloužení, kde ve druhé minutě prodloužení zvítězil v boji na zemi držením. Ve druhém kole nastoupil proti Rusu Děnisu Jarcevovi. Minutu před koncem dostal po hrubé chybě šido za pasivitu potom co pustil Jarceva do úchopu na zádech a do konce hrací doby tuto ztrátu nesmazal.
Pierre Duprat je levoruký judista, výborný v technikách katame-waza (submise).

### Vítězství
- 2012 – 1× světový pohár (Oberwart)
- 2013 – 1× světový pohár (Düsseldorf)
- 2014 – 1× světový pohár (Astana)

## Výsledky
| Olympijské hry     | —   |   |   |     | — |     |     |     | úč. |  |  |  |  |  |  |  |  |  |  |  |  |
| Mistrovství světa  |     | — | — | úč. |   | úč. | úč. | úč. |     |  |  |  |  |  |  |  |  |  |  |  |  |
| Evropské hry       |     |   |   |     |   |     |     | úč. |     |  |  |  |  |  |  |  |  |  |  |  |  |
| Mistrovství Evropy | —   | — | — | 5.  | — | 3.  | —   | úč. | úč. |  |  |  |  |  |  |  |  |  |  |  |  |
| MS juniorů         | úč. |   |   |     |   |     |     |     |     |  |  |  |  |  |  |  |  |  |  |  |  |
| ME juniorů         | 1.  |   |   |     |   |     |     |     |     |  |  |  |  |  |  |  |  |  |  |  |  |